# Чупіс Роман Юрійович
Рома́н Ю́рійович Чу́піс (нар. 19 травня 1976, Чернігів) — український актор театру та кіно, артист озвучення та дубляжу.
Закінчив Київський театральний інститут ім. Карпенка-Карого, нині національний університет кіно та телебачення (майстерня професора Зимньої). З 1997 по 2000 роки аспірант-асистент Київського державного театрального інституту ім. І. К. Карпенка-Карого (режисура драми, науковий керівник Михайло Резнікович).
Травень 2002 — березень 2004 — ведучий програм прямого ефіру та займається організацією й проведенням автошоу (монтаж відео- та рекламних роликів) у телекомпанії «Телемегаполіс».
З жовтня 2008 — працює в КНУКіМ викладачем акторської майстерності та починає працювати диктором ТБ-програм та актором дубляжу. З часом стає легендарним актором дубляжу та озвучування.
2012 — відкриває власну студію дублювання ТО «Цікава ідея».

## Дублювання та озвучення

### Кінофільми
- «Месники: Війна нескінченності» — Ебоні Мо (кінотеатральний дубляж, студія «LeDoyen»)
- «Складки часу» — епізоди  (кінотеатральний дубляж, студія «LeDoyen»)
- «Маппети — Особливо небезпечні» — Міс Піґі (кінотеатральний дубляж, студія «LeDoyen»)
- «Маппети. Острів скарбів» — Міс Піґі (кінотеатральний дубляж, студія «LeDoyen»)
- «Різдвяна пісня Маппетів» — Міс Піґі (кінотеатральний дубляж, студія «LeDoyen»)
- «Голем» — Дан Лєно (кінотеатральний дубляж, студія «Tretyakoff Production)»
- «Джунглі» — Маркус (кінотеатральний дубляж, студія «Tretyakoff Production»)
- «Шибайголови» — (кінотеатральний дубляж, студія «Tretyakoff Production»)
- «Вогнеборці» — Джессі Стід (кінотеатральний дубляж, студія «Tretyakoff Production»
- «З любов'ю Вінсент» — (кінотеатральний дубляж, студія «Tretyakoff Production»
- «Джон Уік» — Сантіно (кінотеатральний дубляж, студія «Tretyakoff Production»
- «Прогулянка висотою» — Александр (кінотеатральний дубляж, студія «LeDoyen Studio»)
- «Еверест» — Провідник (кінотеатральний дубляж, студія «LeDoyen Studio»)
- «Ірраціональна людина» — епізоди (кінотеатральний дубляж, студія «Tretyakoff Production»)
- «Дівчина без комплексів» — Том (кінотеатральний дубляж, студія «LeDoyen Studio»)
- «Подарунок» — Грег, Дені (кінотеатральний дубляж, студія «Tretyakoff Production»)
- «Хто я?» — Ем Ерікс (кінотеатральний дубляж, студія «Tretyakoff Production»)
- «Прискорення» — Менеджер банку, епізоди (кінотеатральний дубляж, студія «Tretyakoff Production»)
- «Як кохатися по-англійськи» — Ернесто, епізоди (кінотеатральний дубляж, студія «Tretyakoff Production»)
- «Цей незручний момент» — Діджей, епізоди (кінотеатральний дубляж, студія «Tretyakoff Production»)
- «Третій зайвий 2» — Лікар Дензер, епізоди (кінотеатральний дубляж, студія «LeDoyen Studio»)
- «Світ Юрського періоду» — Лорі (кінотеатральний дубляж, студія «LeDoyen Studio»)
- «Драйвер на ніч» — Іґнасіо, епізоди (кінотеатральний дубляж, студія «Tretyakoff Production»)
- «Французький транзит» — Банкір (кінотеатральний дубляж, студія «Tretyakoff Production»)
- «Форсаж 7» — Сафар, епізоди (кінотеатральний дубляж, студія «LeDoyen Studio»)
- «Енні» — соціальний інспектор, епізоди (кінотеатральний дубляж, студія «LeDoyen Studio»)
- «Снайпер» — Ґілеспі, епізоди (кінотеатральний дубляж, студія «LeDoyen Studio»)
- «Робот Чаппі» — поліцейський, епізоди (кінотеатральний дубляж, студія «LeDoyen Studio»)
- «Занесло» — Карл, епізоди (кінотеатральний дубляж, студія «Tretyakoff Production»)
- «Великі очі» — епізоди (кінотеатральний дубляж, студія «Tretyakoff Production»)
- «Пен: Подорож до Небувалії» — Семюель Сміґель (кінотеатральний дубляж, студія «Postmodern»)
- «Прощавай, Крістофер Робін» — Руперт, Альфред (кінотеатральний дубляж, студія «Postmodern»)
- «Суддя» — помічник Хенсон (кінотеатральний дубляж, студія «Postmodern»)
- «Прогулянка серед могил» — епізоди (кінотеатральний дубляж, студія «Tretyakoff Production»
- «Небеса реальні» — Майкл (кінотеатральний дубляж, студія «LeDoyen Studio»)
- «Звільни нас від зла» — Сальваторе (кінотеатральний дубляж, студія «LeDoyen Studio»)
- «Домашнє відео» — Едвард (кінотеатральний дубляж, студія «LeDoyen Studio»)
- «Люсі» — стюарт (кінотеатральний дубляж, студія «LeDoyen Studio»)
- «Місто гріхів 2» — Боб, епізоди (кінотеатральний дубляж, студія «Tretyakoff Production»
- «На межі майбутнього» — епізоди (кінотеатральний дубляж, студія «Postmodern»)
- «Винні зірки» — Патрік (кінотеатральний дубляж, студія «Postmodern»)
- «Вартові галактики» — епізоди (кінотеатральний дубляж, студія «LeDoyen Studio»)
- «Повітряний маршал» — Фахім Насір, епізоди (кінотеатральний дубляж, студія «Tretyakoff Production»)
- «Байкери 3» — Джай Діксіт, епізоди (кінотеатральний дубляж, студія «Tretyakoff Production»)
- «Мисливці за скарбами» — Сем Епштейн (кінотеатральний дубляж, студія «Postmodern»)
- «Три дні на вбивство» — Ґуідо, епізоди (кінотеатральний дубляж, студія «Tretyakoff Production»)
- «Вовк з Уолл-стріт» — Честер Мінґ, епізоди (кінотеатральний дубляж, студія «Tretyakoff Production»)
- «Гранд реванш» — Менеджер, епізоди (кінотеатральний дубляж, студія «Postmodern»)
- «Дуже погані хлопці» — Дрор (закадрове озвучування, студія «ТВ+» на замовлення УМС)
- «Гонка» — Пітер Хант (кінотеатральний дубляж, студія «Postmodern»)
- «Геракл» — Йолай (кінотеатральний дубляж, студія «Postmodern»)
- «Робокоп» — епізоди (кінотеатральний дубляж, студія «LeDoyen Studio»)
- «Хоббіт: Пустка Смоґа» — епізоди (кінотеатральний дубляж, студія «Postmodern»)
- «Татусь із доставкою» — епізоди (кінотеатральний дубляж, «DR»)
- «Капітан Філіпс» — сомалійський пірат, епізоди (кінотеатральний дубляж, студія «LeDoyen Studio»)
- «Астрал 2» — епізоди (кінотеатральний дубляж, студія «Postmodern»)
- «Радник» — епізоди (кінотеатральний дубляж, студія «Postmodern»)
- «Озброєні та небезпечні» — Рохан (кінотеатральний дубляж, студія «Postmodern»)
- «Два стволи» — ветеринар (кінотеатральний дубляж, студія «LeDoyen Studio»)
- «Ромео і Джульєтта» — селянин (кінотеатральний дубляж, студія «Postmodern»)
- «Персі Джексон: Море чудовиськ» — Гровер(кінотеатральний дубляж, студія «Postmodern»)
- «Стажери» — Грехем (кінотеатральний дубляж, студія «Postmodern»)
- «Великий Гетсбі» — конферансьє, епізоди (кінотеатральний дубляж, студія «Postmodern»)
- «Кров'ю і потом: Анаболіки» — Кершоу, (кінотеатральний дубляж, студія «Tretyakoff Production»)
- «Джек — убивця велетнів» — Монах, епізоди (кінотеатральний дубляж, студія «Postmodern»)
- «Мисливці на гангстерів» — Нед Херберт, епізоди (кінотеатральний дубляж, студія «Postmodern»)
- «Хоббіт: Несподівана подорож» — епізоди (кінотеатральний дубляж, студія «Postmodern»)
- «Нова Людина-павук» — епізоди (кінотеатральний дубляж, студія «LeDoyen Studio»)
- «Похмурі тіні» — Хіпі, епізоди (кінотеатральний дубляж, студія «Postmodern»)
- «Люди в чорному 3» — епізоди (кінотеатральний дубляж, студія «LeDoyen Studio»)
- «Горячее сердце» — епізоди (кінотеатральний дубляж, студія «Tretyakoff Production»)
- «Морський бій» — Сел Запата (кінотеатральний дубляж, студія «LeDoyen Studio»)
- «Джамп Стріт, 21» — Директор школи (кінотеатральний дубляж, студія «LeDoyen Studio»)
- «Маппет-шоу» — Міс Піґі (кінотеатральний дубляж, студія «LeDoyen»)
- «Старий Новий рік» — Райан Сікрест (кінотеатральний дубляж, студія «Postmodern»)
- «Шерлок Холмс: Гра тіней» — епізоди (кінотеатральний дубляж, студія «Postmodern»)
- «Місія нездійсненна: Протокол Фантом» — Леонід (кінотеатральний дубляж, студія «LeDoyen Studio»)
- «Диктатор» — Власник ресторану(кінотеатральний дубляж, студія «LeDoyen Studio»)
- «Анонім» — Шекспір (кінотеатральний дубляж, студія «LeDoyen Studio»)
- «Як обікрасти хмарочос» — Чарлі (кінотеатральний дубляж, студія «LeDoyen Studio»)
- «Це безглузде кохання» — Офіцер Хуанг та епізод (кінотеатральний дубляж, студія «Postmodern»)
- «Агент Джонні Інгліш: Перезапуск» — Слейтер (кінотеатральний дубляж, студія «LeDoyen Studio»)
- «Зараза» — Сан Фенг (кінотеатральний дубляж, студія «Postmodern»)
- «Зелений ліхтар» — епізод (кінотеатральний дубляж, студія «Postmodern»)
- «Реальна сталь» — епізод (кінотеатральний дубляж, студія «LeDoyen Studio»)
- «Ковбої проти прибульців» — Рой Мерфі (кінотеатральний дубляж, студія «LeDoyen Studio»)
- «Зоонаглядач» — Шейн (кінотеатральний дубляж, студія «LeDoyen Studio»)
- «Училка» — Лінкольн, репортер (кінотеатральний дубляж, студія «LeDoyen Studio»)
- «Без компромісів» — Блітц, шеф поліції (кінотеатральний дубляж, студія Діар)
- «Крик 4» — Детектив Госс, епізоди (кінотеатральний дубляж, ТО «Дія»)
- «Початковий код» — Макс Денофф, епізоди (кінотеатральний дубляж, ТО «Дія»)
- «Справжня мужність» — Шибеник (кінотеатральний дубляж, студія «LeDoyen Studio»)
- «Шпигунка Ґеріет або війни блогерів» — Шеф-кухар (дубляж, Disney Channel Ukraine)
- «Острів надії» — всі чоловічі ролі (закадрове озвучування, студія «Стар-Майстер» на замовлення Аврора Дистрибушен)
- «Країна Мрій. Ганс Крістіан Андерсен» — всі чоловічі ролі (закадрове озвучування, студія «Стар-Майстер» на замовлення Аврора Дистрибушен)
- «Концерт» — всі чоловічі ролі (закадрове озвучування, студія «Стар-Майстер» на замовлення Аврора Дистрибушен)
- «Історія Попелюшки» — (закадрове озвучування, студія «Так Треба Продакшн», на замовлення Інтер)
- «Зграя» — (закадрове озвучування, студія «Так Треба Продакшн», на замовлення НТН)
- «Кохання та інші обставини» — деякі чоловічі ролі (закадрове озвучування, ТО «Дія»)
- «Сага про спис» — всі чоловічі ролі (закадрове озвучування, Новий канал)
- «Моя дівчина 2» — всі чоловічі ролі (закадрове озвучування, Новий канал)
- «Дракула. Втішений мертвяк» — всі чоловічі ролі (закадрове озвучування, Новий канал)
- «Завжди кажи «Так»» — всі чоловічі ролі (закадрове озвучування, Новий канал)
- «Той, що біжить за вітром» — всі чоловічі ролі (закадрове озвучування, Новий канал)
- «Маппети в космосі» — всі чоловічі ролі (закадрове озвучування, Новий канал)
- «Пригоди Елмо в Брудляндії» — всі чоловічі ролі (закадрове озвучування, Новий канал)

### Телесеріали
- «Королева екрану» — Чарлі (закадрове озвучування, студія «12/12» на замовлення К1)
- «Скандал» — Джеймс, епізоди (телевізійний дубляж, студія «Так Треба Продакшн»)
- «Грабуй награбоване» — епізоди (телевізійний дубляж, студія «Так Треба Продакшн»)
- «Низьке зимове сонце» — Преподобний, епізоди (телевізійний дубляж, студія «Так Треба Продакшн»)
- «Призначений» — Роберт, епізоди (телевізійний дубляж, студія «Так Треба Продакшн»)
- «Елементарно» — епізоди (телевізійний дубляж, студія «Так Треба Продакшн»)
- «Наложниця» — Єен, епізоди (телевізійний дубляж, студія «Так Треба Продакшн»)
- «Тру Джексон» — всі чоловічі ролі (закадрове озвучування, Новий канал)
- «Таємний щоденник дівчини за викликом» — всі чоловічі ролі (закадрове озвучування, студія «Стар-Майстер» на замовлення Сіті)
- «Грань» (2-3 сезони) — Пітер, Чарлі Френсіс (закадрове озвучування, Новий канал)
- «Бути людиною» — всі чоловічі ролі (закадрове озвучування, студія «Стар-Майстер» на замовлення Сіті)
- «Клан Сопрано» — Ентоні Сопрано Молодший (закадрове озвучування, студія «ТВ+» на замовлення ICTV)
- «Евріка» (3 сезон) — всі чоловічі ролі (закадрове озвучування, Новий канал)

### Мультфільми
- «Ґрінч» — Оповідач (кінотеатральний дубляж, студія «LeDoyen»)
- «Олешко Попович і Тугарин Змій» — кінь Юлій (дубляж)
- «Ральф-руйнівник 2: Інтернетрі» — Фелікс-Ремонтуй мол. (кінотеатральний дубляж, студія «LeDoyen»)
- «Зоотрополіс» — Нік Крутихвіст (кінотеатральний дубляж, студія «LeDoyen»)
- «Монстри на канікулах 2» — Дейна (кінотеатральний дубляж, студія «LeDoyen»)
- «Думками навиворіт» — Страх батька, епізоди (кінотеатральний дубляж, студія «LeDoyen»)
- «Пінгвіни Мадагаскару» — Рядовий (кінотеатральний дубляж, студія «Postmodern»)
- «Король сафарі» — Зебра шаман, епізоди (кінотеатральний дубляж, студія «Tretykoff Production»)
- «Крижане серце» — посол, епізоди (кінотеатральний дубляж, студія «LeDoyen»)
- «Університет монстрів» — Террі, епізоди (кінотеатральний дубляж, студія «LeDoyen»)
- «Монстри на канікулах» — епізоди (кінотеатральний дубляж, студія «LeDoyen»)
- «Ральф-руйнівник» — Фелікс-Ремонтуй мол. (кінотеатральний дубляж, студія «LeDoyen»)
- «Воруши ластами 2» — чайка, риба крапля (кінотеатральний дубляж, студія «Tretykoff Production»)
- «Ронал-варвар» — (закадрове озвучування, студія «Так Треба Продакшн», на замовлення К1)
- «Зоряні війни. Війни клонів» — всі чоловічі ролі (закадрове озвучування, Новий канал)
- «Монстри проти прибульців» — всі чоловічі ролі (закадрове озвучування, Новий канал)
- «Принцеса Лебідь» (усі частини) — всі чоловічі ролі (закадрове озвучування, Новий канал)
- «Дрегонлендс. Дракони осінніх сутінків» — всі чоловічі ролі (закадрове озвучування, Новий канал)
- «Поп Америки» — всі чоловічі ролі (закадрове озвучування, Новий канал)
- «Секрети несамовитої п'ятірки» — Диктор, Богомол, Горила, Уг-Вей (закадрове озвучування Новий канал)

### Мультсеріали
- «Багз Бані» — Багз Бані (закадрове озвучування, студія «12/12» на замовлення К1)
- «Пригоди Семі» — Рікі, Піпо, Альберт (закадрове озвучування, студія «Так Треба Продакшн», на замовлення Піксель TV)
- «Сонік Бум» — Сонік (закадрове озвучування, студія «Так Треба Продакшн», на замовлення Піксель TV)
- «Скубі-Ду: корпорація «Загадка» — Шеґґі Роджерс (закадрове озвучування, студія «Так Треба Продакшн», на замовлення ICTV)
- Сім’янин — Джо Свонсон, епізоди (дубляж, студія «Так Треба Продакшн», на замовлення НЛО TV)
- «Нові пригоди Пітера Пена» — Пітер, Смі, епізоди (дубляж, студія «Так Треба Продакшн», на замовлення Піксель TV)
- «Пригоди Олівера» — Олівер (закадрове озвучування, студія «Так Треба Продакшн», на замовлення НЛО TV)
- «Муча Луча» — (закадрове озвучування, студія «Так Треба Продакшн», на замовлення ICTV)
- «Ден проти» — Ден (закадрове озвучування, студія «Так Треба Продакшн», на замовлення НЛО TV)
- «Ціповіль» — всі чоловічі ролі (дубляж, студія «Майстер-Відео» на замовлення ПлюсПлюс)
- «Хрюсик і Мухася» — Хрюсик, епізоди (дубляж, студія «Майстер-Відео» на замовлення ПлюсПлюс)
- «Вікі вікінг» — Гальвар (закадрове озвучування, студія «Так Треба Продакшн», на замовлення Піксель TV)
- «Каспер. Школа страху» — Скреч, Олдер, Смердюк, епізоди (закадрове озвучування, студія «Так Треба Продакшн», на замовлення Піксель TV)
- «Шоу Ролі Мо» — пацюк (закадрове озвучування, студія «Так Треба Продакшн», на замовлення Піксель TV)
- «Том і Джеррі. Малі бешкетники» — (багатоголосе закадрове озвучення, студія «Так Треба Продакшн» на замовлення ICTV)
- «Тінейджери» — Ваєт, Тренер (закадрове озвучування, студія «Так Треба Продакшн»)
- «Трансформери: Прайм» — Джек, Храповик, Зорекрик (закадрове озвучування на замовлення QTV)
- «Шаолінський двобій» — Додщзьо, Раймундо, Клей (закадрове озвучування на замовлення QTV)
- «Шоу Клівленда» — Молодший, Рало, Тім, (закадрове озвучування на замовлення QTV)
- «Мультиманія» — всі чоловічі ролі (закадрове озвучування, студія «ТВ+» на замовлення QTV)
- «Фріказоїд» — (закадрове озвучування, студія «ТВ+» на замовлення QTV)
- «Лего ніндзяґо: майстри Спінжитсу» — епізодичні ролі (дубляж, студія «LeDoyen Studio»)
- «Кік Бутовськи» — епізодичні ролі (дубляж, студія «LeDoyen Studio» на замовлення Disney Channel Ukraine)
- «Русалонька» — епізодичні ролі (дубляж, студія «LeDoyen Studio на замовлення Disney Channel Ukraine)
- «Аладдін» — Механікус, епізоди (дубляж, студія «LeDoyen Studio» на замовлення Disney Channel Ukraine)
- «Фінеас і Ферб» — Пол, епізоди (дубляж, студія «LeDoyen Studio» на замовлення Disney Channel Ukraine)
- «Компашка» — Рудик (закадрове озвучування, студія «Так Треба Продакшн»)
- «Космічні прибульці» — Кенді, Бад (закадрове озвучування, студія «Так Треба Продакшн»)
- «Тімон і Пумба» — епізодичні ролі (дубляж, студія «LeDoyen Studio» на замовлення Disney Channel Ukraine)
- «Спецагент Осо» — Осо (дубляж, студія «LeDoyen Studio» на замовлення Disney Channel Ukraine)
- «Черепашки Ніндзя» — всі чоловічі ролі (закадрове озвучування, студія «Стар-Майстер» на замовлення ТЕТ)
- «Смішарики» — Їжачок, Карич (дубляж, Новий канал)
- «Доброго ранку Міккі!» — всі чоловічі ролі (закадрове озвучування, Новий канал)
- «Дональд Дак представляє» — всі чоловічі ролі (закадрове озвучування, Новий канал)
- «Маска» — (закадрове озвучування, Новий канал)

### Аніме
- «Психо-паспорт» — всі чоловічі ролі (закадрове озвучування)
- «Крутий учитель Онідзука» — всі чоловічі ролі (закадрове озвучування, студія «Стар-Майстер» на замовлення QTV)
- «Братерство Чорної Крові» — всі чоловічі ролі (закадрове озвучування, студія «Стар-Майстер» на замовлення QTV)

### Телепередачі
- «Сам собі вчений» — всі чоловічі ролі (закадрове озвучування, студія «Майстер-Відео» на замовлення ПлюсПлюс)
- «Руйнівники міфів» — Джеймі Гайнемен, Грант Імахара (закадрове озвучування, студія «Так Треба Продакшн» на замовлення НЛО TV)
- «Містер Мейкер у місті» — всі чоловічі ролі (закадрове озвучування, студія «Майстер-Відео» на замовлення ПлюсПлюс)
- «Пригоди декоратора» — всі чоловічі ролі (закадрове озвучування, студія «Так Треба Продакшн»)
- «Курсом на південь» — всі чоловічі ролі (закадрове озвучування, студія «Стар-Майстер» на замовлення Сонар)
- «Хроніки крокодила» — Роман Чупіс (Бреді Бар, чоловіки), Олег Лепенець (диктор, чоловіки)
- «Подорожі світом» — всі чоловічі ролі (закадрове озвучування, студія «Стар-Майстер» на замовлення Тоніс)
- «Містер Мейкер» — всі чоловічі ролі (закадрове озвучування, студія «Стар-Майстер» на замовлення Сіті)
- «Обличчя з обкладинки» — всі чоловічі ролі (закадрове озвучування, студія «Стар-Майстер» на замовлення Сіті)
- «Головоломи» — всі чоловічі ролі (закадрове озвучування, студія «Стар-Майстер» на замовлення Сіті)
- «Дом 2» (декілька випусків) — всі чоловічі ролі (закадрове озвучування, студія «ТВ+» на замовлення ТЕТ)
- «Шишкин ліс» — Діма (дубляж, Глас)
- «Він, вона — спільна квартира» — всі чоловічі ролі (закадрове озвучування, студія «Стар-Майстер»)
- «Американська принцеса» — всі чоловічі ролі (закадрове озвучування, студія «Стар-Майстер» на замовлення Сіті)
- «Один предмет — одна історія» — всі чоловічі ролі (закадрове озвучування, студія «Стар-Майстер» на замовлення Сіті)
- «Моя кухня краща» — всі чоловічі ролі (закадрове озвучування, студія «Стар-Майстер» на замовлення Сіті)

## Режисерські проєкти
- «Клан Сопрано» — багатоголосе озвучення на замовлення ICTV. Премія «Телетріумф» за найкращу адаптацію.
- «Шарлотта-суничка» — (лип синк) на замовлення Pixsel TV
- «Вагітна у шістнадцять» — багатоголосне озвучення для Шустер лайф.
- «Магазин самогубств» — багатоголосне озвучення (кінотеатральний показ).
- «Вогонь Крістіана Лубутена» — багатоголосне озвучення (кінотеатральний показ).
- «Джунглі» — багатоголосне озвучення (кінотеатральний показ).
- «Піна днів» — багатоголосне озвучення (кінотеатральний показ).
- «Докази» — багатоголосне озвучення (кінотеатральний показ).
- «Дуже погані хлопці» — багатоголосне озвучення (кінотеатральний показ).
- «Малюк в подарунок» — багатоголосне озвучення (кінотеатральний показ).
- «Любов, секс та Лос-Анджелес» — багатоголосне озвучення (кінотеатральний показ).
- «Відв'язна Каліфорнія» — багатоголосне озвучення (кінотеатральний показ).

## Ролі у кіно
- «Таємні двері» (серіал)  — епізоди
- «Дефективи 2» (серіал)  — Помічник Мера
- «Окно жизни 2» (серіал)  — Отець Василий
- «Сьогодні та завжди» (серіал)  — Ремеш
- «Повернення Мухтара» (серіал)  — епізоди
- «П'ять хвилин до метро» (серіал)  — епізоди
- «За все тобі дякую 2» (серіал)  — епізоди
- «Доярка з Хацапетівки» (серіал)  — епізоди
- «Брат за брата» (серіал)  — бармен
- «Єфросинія» (серіал)  — продюсер
- «Особиста справа» (серіал)  — Михаил
- «Майор і магія» (серіал)  — Страховий агент